# Шевалье, Жан-Дамьен
Жан-Дамье́н Шевалье́ (1682 — 18 октября 1755, Париж (в ЭСБЕ годы жизни указаны как 1700—1770)) — французский медик и ботаник.
Родился в деревне Ангр. Получив медицинское образование, отправился работать врачом во французскую колонию Сан-Доминго. Там активно занимался ботаническими исследованиями, составив, в частности, несколько каталогов местных лекарственных растений с описанием их целебных свойств. Работал также на Французских Антилах.
Главные работы: Lettre sur les maladies de Saint-Domingue (ib., 1752); Chirurgie complète (ib., 1752).